# ホールダ (小惑星)
ホールダ (872 Holda) は小惑星帯に位置する小惑星である。ハイデルベルクのケーニッヒシュトゥール天文台でマックス・ヴォルフによって発見された。
アメリカ合衆国の天文学者エドワード・ホールデンにちなんで命名された。